# Combined Counties Football League
A Combined Counties Football League Délnyugat-Anglia egyik társult ligája. Délnyugat-London, Surrey, Délkelet-Berkshire, valamint Kelet-Hampshire megyéinek csapatai, 1978 óta versengenek két osztályban az angol labdarúgó-bajnokság kilencedik, illetve tizedik szintjén.
Legfelsőbb osztálya a Premier Division, amely alatt a tizedik osztályt képviselő, Division One helyezkedik el. A divíziók összesen 39 klub részvételét biztosítják a ligában.

## Története
1978. június 18-án, a Surrey Senior League szomszédos megyékből invitált klubok beolvadásával bővítette határait. Első szezonjukban Home Counties League néven, 13 együttes részvételével zajlott a bajnokság, de az 1979–1980-as küzdelmeket már a mai napig is használt névvel indították.
Az 1981–1982 szezonra, túl sok klub nevezett a bajnokságba, ezért keleti- és nyugati divíziókra osztották, melyek győztesei, egy kétmérkőzéses rájátszásban döntötték el a bajnoki címet.
A következő évadtól a 2002–2003-as bajnokságig visszaállt az egy osztályos rendszerre, majd a 2003–2004-es küzdelmektől sorolták a csapatokat két osztályba (Premier Division, Division One).

## A bajnokság rendszere

A Combined Counties League barack színnel jelölve

Mindegyik részt vevő két alkalommal mérkőzik meg ellenfelével.
A győztes 3 ponttal lesz gazdagabb, döntetlen esetén 1 pontot kap mindkét csapat, a vereségért nem jár pont.
Premier Division: 
A bajnokság első helyezettje a következő évben az Isthmian League Division One South, vagy a Southern League Division One Central résztvevőjeként szerepelhet. Az utolsó három helyezett a másodosztály (Division One) sorozatában folytathatja.
Division One:
Az első három helyezett a CCL első osztályában (Premier Division), míg a kieső csapatok a Middlesex County League, Surrey Elite Intermediate League, Thames Valley Premier League bajnokságaiban folytatják a következő szezonban.
A területi besorolásoktól függően – ha az előző évhez képest bármely kilencedik osztályú bajnokság létszáma a feljutások és kiesések végett ellentétessé válik –, az FA jogosult a liga együtteseiből áthelyezni klubokat más régióba.

## A liga korábbi elnevezései
A bajnoksághoz 2003-ban csatlakozott a másodosztály.
A liga korábbi elnevezései az alábbi listában olvashatóak:
- 1978–1981:  Home Counties League
- 1981–1982:  Eastern Division, Western Division
- 1982–2003:  Combined Counties Football League
- 2003–napjainkig:  Premier Division,  Division One